# Новоолександрівка (Роздільнянський район)
Новоолекса́ндрівка — село в Україні, у Великомихайлівській селищній громаді Роздільнянського району Одеської області. Населення становить 446 осіб.
До 17 липня 2020 року було підпорядковане Великомихайлівському району, який був ліквідований.

## Історія
В 1924-1940 рр. Новоолександрівка входила до складу Григоріопольского району Молдавської Автономної Радянської Соціалістичної Республіки (Українська РСР). З 1940 року у складі Гросулівського району Одеської області.

## Населення
Згідно з переписом 1989 року населення села, яке тоді входило до складу Комарівської сільської ради, становило 400 осіб, з яких 197 чоловіків та 203 жінки.
За переписом населення 2001 року в селі мешкало 445 осіб.

### Мова
Розподіл населення за рідною мовою за даними перепису 2001 року:
| Мова       | Відсоток |
| ---------- | -------- |
| українська | 90,13 %  |
| молдовська | 8,52 %   |
| російська  | 1,12 %   |

## Персоналії
У селі народились:
- Колос Олександр Олександрович (1996—2024) — старший матрос морської піхоти Військово-Морських Сил Збройних сил України, учасник російсько-української війни, Герой України (2025, посмертно).